# حسام الدين السديري
حسام الدين السديري (بالإنجليزية: Houssem Eddine Sdiri)‏ (مواليد 21 أغسطس 1987 في تونس لاعب كرة قدم تونسي يجيد اللعب في خط الدفاع .

## روابط خارجية
- حسام الدين السديري على موقع قاعدة بيانات كرة القدم.إي يو (الإنجليزية)
- حسام الدين السديري على موقع Soccerway.com (الإنجليزية)
- حسام الدين السديري على موقع كووورة